# Мамонов, Анатолий Иванович
Анатолий Иванович Мамонов (15 февраля 1931, Краснодар, РСФСР, СССР — 2017, Москва, Россия) — советский японовед, поэт-переводчик, журналист, писатель.

## Биография
Родился 15 февраля 1931 г. в Краснодаре, в семье служащего и учительницы. В 1949 г. окончил с золотой медалью краснодарскую школу № 41 и приехал в Москву получать высшее образование. По итогам собеседования был зачислен студентом на дальневосточное отделение Института востоковедения по специальности «Японский язык и японская литература». По окончании института стал сотрудником московской «Литературной газеты». С 1955 г. регулярно публиковался в московских газетах и журналах (стихотворные переводы с японского и других языков, эссе, заметки, статьи). В 1957 г. был принят в только что созданный Союз журналистов СССР в качестве журналиста-международника. Позже работал корреспондентом московской газеты «Труд». В 1962 г. поступил в очную аспирантуру Института востоковедения АН СССР, по завершении аспирантуры работал в этом институте до выхода на пенсию.
В 1968 г. защитил кандидатскую диссертацию на тему «Свободный стих в японской поэзии». Это было первое в советском и зарубежном японоведении исследование о японской поэзии XX века и о специфике поэтической формы дзиюси (свободный стих). Работа была построена на сравнительном изучении оригинальных японских текстов и их сопоставлении с русской и западно-европейской поэзией свободного стиха. Большое внимание было уделено проблемам перевода японской поэзии на русский язык. Диссертация была издана отдельной монографией в 1971 г.
Мамонов хорошо знал Японию и японцев, неоднократно бывал в этой стране начиная с 1960-х, когда он переводчиком сопровождал советские делегации. Довелось ему проехать по всей Японии в качестве переводчика при всемирно известном цирке медведей Валентина Филатова. Затем он работал консультантом по литературе советского павильона на всемирной выставке ЭКСПО-70 в г. Осака, в 1970 году, и позже на выставке «Советская Сибирь» 1973—1974 годах в г. Токио. В 1985—1987, на протяжении двух лет, Мамонов преподавал русский язык и русскую литературу в г. Саппоро, на Хоккайдо, по приглашению Японского Общества японо-советской дружбы. Впечатления от этих поездок и путевые заметки легли впоследствии в основу его многих стихотворений и эссе.
Наряду с обширной японоведческой работой Мамонов постоянно занимался стихотворными переводами, и писал собственные стихи и эссе. В 1978 г. он был принят в члены Союза Писателей СССР.
Перу Мамонова принадлежат, помимо упомянутой выше монографии, следующие книги:
«ПРИГОВОРЕННЫЕ» — Москва, 1961 (перевод документальной повести Хадзимэ Сато).
«ПЕСНИ ХИРОСИМЫ» — Москва, 1964 (переводы стихов японских поэтов, посвященные Хиросиме, с предисловием известного советского поэта Константина Симонова). Экземпляр этой книги хранится в качестве экспоната в Музее Атомной Бомбы города Хиросимы.
«ВОЛНЫ ЯПОНИИ» — Москва, 1964 (переводы стихотворений известного современного японского поэта Сигэхару Накано).
«ТРИ ПОЭТА ИЗ ХИРОСИМЫ» — Москва, 1970 (переводы стихов Тамики Хара, Санкити Тогэ и Мунэтоси Фукагава, объединённые антивоенной направленностью).
«СТИХИ НА КОНЕ» — Москва, 1971 (переводы стихотворений современного хоккайдского японского поэта Огума Хидэо).
«ВСТРЕЧИ НА БЕРЕГАХ ЕДОГАВЫ» — Москва, 1975 (в книгу включены очерки и эссе Мамонова, отражающие впечатления от многочисленных поездок по Японии, встреч с японскими поэтами и деятелями культуры, а также собственные стихотворения автора).
«ВКУС ХРИЗАНТЕМЫ» — Москва, 1976 (переводы стихов современных японских поэтов разных направлений и направленности, от политических и остро-социальных до пейзажной и любовной лирики).
«ПУШКИН В ЯПОНИИ» — Москва, 1984 (фундаментальное исследование, которому предшествовала кропотливая архивная работа в Университете г. Киото; в книге обобщен большой материал по истории русско-японских литературных отношений, связанных с творчеством великого русского поэта А. С. Пушкина; рассматриваются история и проблемы переводов произведений Пушкина на японский язык; даются литературные портреты японских переводчиков-пушкинистов; прилагаются обширные историко-библиографические материалы по японскому пушкиноведению).
Во время пребывания на преподавательской работе в г. Саппоро на Хоккайдо были изданы два сборника, «ВЕЧЕР ПУШКИНА И РУССКОГО ЯЗЫКА» (1986), а также «ТАКУБОКУ И ЕСЕНИН» (1986), где проводится сопоставительная параллель между русским поэтом С. Есениным и японским поэтом Исикава Такубоку.
После выхода на пенсию Мамонов работал над созданием нескольких сборников собственных стихов и воспоминаний, и подготовил к печати два из них — «ОТЕЧЕСТВА ДЫМ» (стихотворения 1953—1966 гг.) и «САКУРА ЦВЕТЕТ В АПРЕЛЕ» (стихотворения и заметки о Японии 1966—2012 гг.). Прижизненная публикация этих сборников не состоялась.
Мамонов скончался в Москве 8 сентября 2017 г. Прах захоронен в колумбарии на Ваганьковском кладбище.